# Journal of Psychopharmacology
Das Journal of Psychopharmacology, abgekürzt J. Psychopharmacol., ist eine wissenschaftliche Fachzeitschrift, die vom SAGE-Verlag veröffentlicht wird. Sie ist die offizielle Zeitschrift der British Association for Psychopharmacology und erscheint mit zwölf Ausgaben im Jahr. Es werden Arbeiten veröffentlicht, die sich mit dem Gebiet der Psychopharmakologie beschäftigen.
Der Impact Factor lag im Jahr 2018 bei 4,738. Nach der Statistik des ISI Web of Knowledge wird das Journal mit diesem Impact Factor in der Kategorie Pharmakologie und Pharmazie an 22. Stelle von 261 Zeitschriften, in der Kategorie Neurowissenschaften an 53. Stelle von 261 Zeitschriften, in der Kategorie klinische Neurologie an 30. Stelle von 197 Zeitschriften und in der Kategorie Psychiatrie an 21. Stelle von 142 Zeitschriften geführt.